# Il-Qala
Il-Qala (engelska: Qala) är en ort och kommun i republiken Malta. Den ligger på ön Gozo, 23 kilometer nordväst om huvudstaden Valletta. 